# Amphilimna granulosa
Amphilimna granulosa är en ormstjärneart som beskrevs av Yin-Xia Liao 1989. Amphilimna granulosa ingår i släktet Amphilimna och familjen trådormstjärnor. Inga underarter finns listade i Catalogue of Life.